# 吉乃友酒造
吉乃友酒造有限会社（よしのともしゅぞう）は、富山県富山市にある清酒などを製造する日本の酒造メーカーである。

## 概要
1877年（明治10年）、吉田長八が現在地にて酒造業として自家創業し、銘柄を"吉乃友"と称した。爾来声価を守って営業を続けているが、1937年（昭和12年）に全国清酒品評会にて最優等賞を獲得した。戦時中は生産統制と共に造石高が減少（戦後は再度増加）。1945年（昭和20年）4月に法人化し現社名となった。富山県内の酒蔵で唯一純米酒のみを造る酒蔵であり、全量県産（五百万石・山田錦・雄山錦）を使用し、酵母も県産を一部使用している。県産の果物を使用したリキュールも作っている。
2014年（平成26年）、ワイナリーのドメーヌを目指し酒米栽培を行う株式会社越乃めぐみを設立し、2017年（平成29年）には北陸初の最新鋭の酒米専用精米機を導入し、当社を農家が主体となる株式会社越乃めぐみが子会社化された。
酒蔵の見学も最大50名まで可能となっている。

## 主な銘柄
よしのとも純
主力銘柄の濃醇辛口の田舎酒。
后kisakiシリーズ
2018年（平成30年）に『后Black28・50』発売開始されて以降、『kisaki Black50』、『kisaki White50』、『kisaki White65』、『kisaki Blue18』、『kisaki Red18』、『kisaki Pink∞』と商品を重ねてきた。『后スプラッシュPINK』はプレミアムスパークリングSAKE部門最高金賞を受賞している。

## 本社・工場
〒939-2756 富山県富山市婦中町下井沢3285-1